# Линдси, Джон, 17-й граф Кроуфорд
Джон Линдси (англ. John Lindsay); 1596—1678), 17-й граф Кроуфод (c 1652 г.), 1-й граф Линдси (с 1633 г.), лорд Байерс — шотландский государственный деятель периода Английской революции, один из лидеров ковенантеров.
Джон Линдси происходил из младшей линии дома Линдси-Кроуфорд, представители которой имели титул лордов Байерс (англ. Byres). В 1633 г. Джон был возведён в титул 1-го графа Лидси. С началом в 1637 г. восстания в Шотландии против королевских нововведений в пресвитерианской церкви, вылившееся во всешотландское ковенантское движение в защиту веры и против королевского абсолютизма, граф Линдси примкнул к восставшим, принял Ковенант и стал одним из лидеров ковенантеров. Он активно участвовал в деятельности парламента Шотландии, а в 1641 г. стал одним членов правления государственного казначейства после отставки Траквера. В 1644 г. в составе армии графа Ливена Линдси отличился в битве при Марстон-Муре.
В 1644 г. шотландский парламент принял решение о конфискации титулов и владений Людовика Линдси, 16-го графа Кроуфорда, лидера клана Линдси и активного сторонника короля Карла I. Земельные владения и титул 17-го графа Кроуфорда перешли к Джону Линдси (окончательно передача завершилась только после смерти Людовика в 1652 г.). Кроме того, Линдси был назначен лодом-казначеем Шотландии. В 1645 г. граф стал президентом парламента Шотландии. Вместе с Лаудоном и Аргайлом они фактически руководили правительством страны.
В период гражданской войны в Шотландии 1644—1646 гг. Линдси входил в специальный парламентский комитет в армии ковенантеров, стоявших над военным командованием. Во многом из-за непрофессиональных приказов комитета войска ковенантеров неоднократно терпели поражения от армии роялистов Монтроза. В конце 1647 г. Линдси поддержал заключения «Ингейджмента» с королём Карлом II, а после провала экспедиции «ингейджеров» и прихода к власти радикальных пресвитериан, был смещён в 1649 г. с поста лорда-казначея и лишён права занимать государственные должности.
Возвращение в Шотландию Карла II в 1650 г. позволило графу Линдси вновь поступить на государственную службу. Однако в 1651 г. шотландская армия была разбита войсками Оливера Кромвеля, и к лету 1652 г. Шотландия была завоёвана Англией. Линдси был схвачен англичанами и заключен в Лондонский Тауэр.
После Реставрации Стюартов в 1660 г. граф Кроуфорд (теперь он смог использовать этот титул) получил свободу и вновь был назначен лордом-казначеем Шотландии. Но в 1663 г., когда король потребовал от всех государственных лиц отречения от Ковенанта, Кроуфорд отказался это сделать и подал в отставку. Последний период жизни Джон Линдси не участвовал в политической жизни страны.